# Yeah in Dub
Yeah in Dub è il primo album di remix dei Pitura Freska, pubblicato nel 1996.

## Descrizione
Questo disco ripropone i remix di brani del precedente pubblicati in versione dub, con l'aggiunta di tre inediti: Crudele, ABCDE e Bea cità.

## Tracce
1. Crudele – 4:30
2. Co i tenpi che core – 3:52
3. ABCDE – 5:06
4. Indiani – 5:17
5. Pochi ma boni – 3:48
6. Sbarbo maedeto – 2:36
7. Parti – 2:58
8. Fiaba borghese – 3:53
9. Afarista – 1:54
10. Primo incontro – 4:43
11. Olanda (jungle version) – 4:30
12. Bea cità – 3:11
13. Crudele (dub version) – 5:15

Durata totale: 51:33

## Formazione
- Sir Oliver Skardy - voce
- Cristiano Verardo - chitarra
- Francesco Duse - chitarra
- Marco Forieri - sax
- Valerio Silvestri - tromba